# Козьменко Сергій Миколайович
Козьменко Сергій Миколайович (3 листопада 1961 р.н.) — доктор економічних наук, професор, в.о. ректора ДВНЗ «Українська академія банківської справи Національного банку України».
Народився 3 листопада 1961 року в селі Сухінівка Глушковського району Курської області, РРФСР.

## Освіта
З 1969 по 1979 рік навчався у Сухінівській середній школі, яку закінчив із золотою медаллю.
У 1979 року вступив до Сумської філії Харківського політехнічного інституту. У 1984 році отримав кваліфікацію інженера-механіка за спеціальністю «Гідравлічні машини та засоби автоматики» та був направлений за розподілом до м. Сисерть, Свердловської області, де працював інженером-конструктором на ВО «Уралгідромаш».

## Робота
У листопаді 1984 року був призваний у лави Збройних сил СРСР, де проходив службу до травня 1986 року.
Після звільнення у запас був прийнятий на роботу до Сумської філії ХПІ (Сумський державний університет) на кафедру економіки, де працював молодшим науковим співробітником, потім науковим співробітником, старшим науковим співробітником, асистентом.
З січня по вересень 1995 року працював у м. Москва у Фінансово-інвестиційний корпорації «ВЕК» на посаді директора з економіки.
У період з 1995 по 1997 рік навчався у докторантурі Інституту проблем ринку РАН [Архівовано 14 Січня 2014 у Wayback Machine.].
З 1997 року почав працювати в Державному вищому навчальному закладі «Українська академія банківської справи Національного банку України». Спочатку — доцентом кафедри банківської справи, професором та завідувачем кафедри управління та міжнародних економічних відносин (управління та зовнішньоекономічної діяльності).
З 2004 по 2005 рік — професор кафедри управління Сумського державного університету.
З 2005 року — проректор з наукової роботи ДВНЗ «Українська академія банківської справи Національного банку України».
З січня 2013 року — в.о. ректора ДВНЗ «Українська академія банківської справи Національного банку України».

## Наукові ступені і вчені звання
- кандидат економічних наук зі спеціальності 08.00.19 «Економіка природокористування та охорона навколишнього середовища» (захист відбувся у Інституті проблем ринку і економіко-екологічних досліджень НАН України [Архівовано 13 Вересня 2013 у Wayback Machine.] — 1991 р.)
- доктор економічних наук зі спеціальності 08.02.02 «Економіка та управління науково-технічним прогресом, інвестиційні та інноваційні процеси» (захист відбувся у спеціалізованій вчений раді Української академії банківської справи Національного банку України — 1997 р.);
- доцент кафедри управління та міжнародних економічних відносин (1999 р.);
- професор кафедри управління та зовнішньоекономічної діяльності (2001 р.).

## Науково-дослідна діяльність

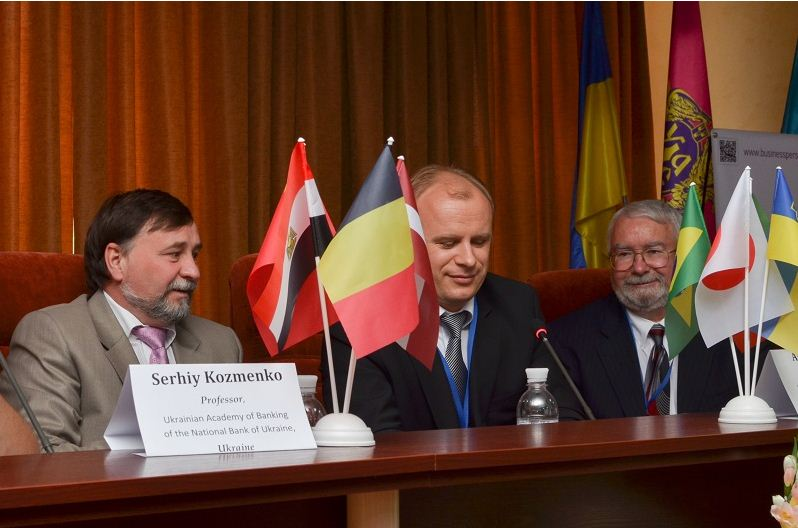
Проф. Козьменко С. М. — голова оргкомітету VIII міжнародної науково-практичної конференція: «Міжнародна банківська конкуренція: теорія і практика» (ДВНЗ «УАБС НБУ», м. Суми, 23-24 травня 2013 року)

Член експертної ради з питань макроекономіки, трансформацій, міжнародного та регіонального розвитку (економічні науки) Департаменту атестації кадрів Міністерства освіти і науки, молоді та спорту України.
Керівник Міжнародного центру економічних досліджень ризиків глобалізації створеного за сприянням компанії «Ділові перспективи» [Архівовано 26 Березня 2022 у Wayback Machine.].

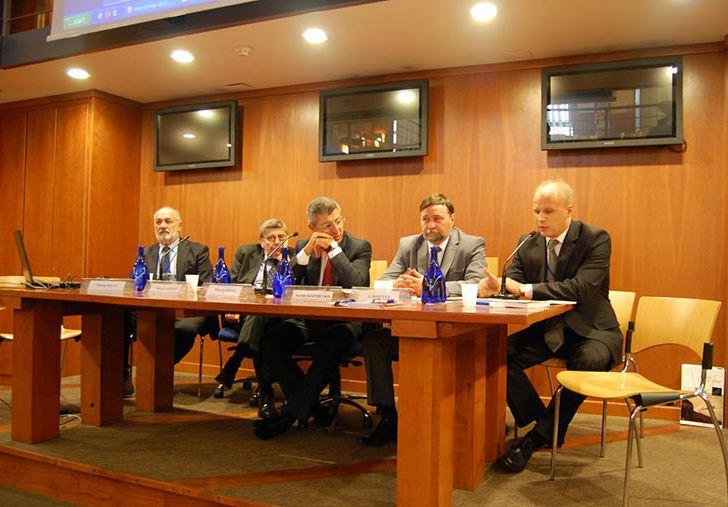
Проф. Козьменко С. М. — член оргкомітету Міжнародної конференції «Фінансова нестабільність: аспекти корпоративного управління та фінансової звітності » (Університет Лінк Кампус, Рим, Італія, 17-18 жовтня 2013 року)

Головний редактор наукових журналів:
- «Problems and Perspectives in Management» [Архівовано 11 Листопада 2013 у Wayback Machine.]
- «Investment Management and Financial Innovations» [Архівовано 11 Листопада 2013 у Wayback Machine.]
- «Environmental Economics» [Архівовано 11 Листопада 2013 у Wayback Machine.]

Зазначені наукові видання [Архівовано 12 Листопада 2013 у Wayback Machine.] включені до міжнародної бібліографічної і реферативної бази цитувань Scopus.

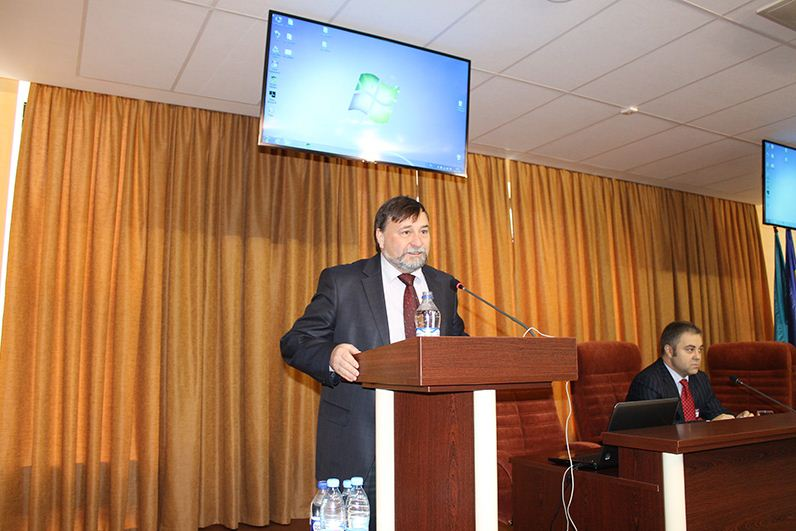
Привітальне слово проф. Козьменко С. М. до учасників XVI Всеукраїнської науково-практичної конференції «Проблеми і перспективи розвитку банківської системи України» (ДВНЗ «УАБС НБУ», м. Суми, 24-25 жовтня 2013 року)

Член редакційних колегій і рад наукових журналів:
- «International Journal of Business» [Архівовано 11 Листопада 2013 у Wayback Machine.]
- «Вісник НБУ» [Архівовано 31 Грудня 2012 у Wayback Machine.]
- «Вісник Української академії банківської справи НБУ»
- «Проблеми і перспективи розвитку банківської системи України» [Архівовано 3 Березня 2014 у Wayback Machine.]

Сфера наукових інтересів: інноваційні методи в страхуванні, менеджмент організацій, стратегічний менеджмент у банках, відтворювальні процеси в економіці, економіка природокористування і охорони навколишнього середовища.
Перелік наукових праць проф. Козьменка С. М. [Архівовано 10 Вересня 2016 у Wayback Machine.] поданий на сайті наукової бібліотеки ДВНЗ «УАБС НБУ».
Публікації проф. Козьменка С. М. також представлені у виданнях включених до міжнародної бібліографічної і реферативної бази цитувань Scopus
Працює в організаційних комітетах з проведення наукових конференцій:
- щорічна Міжнародна науково-практична конференція «Міжнародна банківська конкуренція: теорія і практика» [Архівовано 12 Листопада 2013 у Wayback Machine.] (Scientific and practical conference «International banking competition: theory and practice») (Суми, Україна, 2006–2013)
- щорічна Науково-практична конференція «Проблеми і перспективи розвитку банківської системи України» [Архівовано 12 Листопада 2013 у Wayback Machine.] (Суми, Україна, 2005–2013)
- International conference «Financial Distress: Corporate Governance and Financial Reporting Issues» [Архівовано 12 Листопада 2013 у Wayback Machine.] (Rome, Italy, 2013)
- International conference «Corporate Governance and Regulation: Outlining New Horizons for Theory and Practice» [Архівовано 12 Листопада 2013 у Wayback Machine.] (Pisa, Italy, 2012)
- Міжнародна конференція студентів та молодих науковців «Фінансові ринки та корпоративні структури: глобалізація в умовах кризи» [Архівовано 12 Листопада 2013 у Wayback Machine.] (International Students' Conference «Financial Markets and Institutions: Globalizations during the Crisis») (Суми, Україна, 2011)

## Нагороди
- Медаль Академії наук України з премією для молодих учених (1993 р.);
- Почесна грамота Національного банку України (2001 р.);
- Грамота управління освіти і науки Сумської обласної державної адміністрації (2004 р.);
- Почесна грамота Міністерства освіти і науки України (2007 р.);
- Нагрудний знак Міністерства освіти і науки України «За наукові досягнення» (2009 р.);
- Бронзовий пам'ятний знак «Національний банк України» (2011 р.).
- Почесна грамота Національної академії педагогічних наук України "За наполегливу організаторську діяльність з інноваційного розвитку національної освіти" (2014 р.);

## Сім'я
Дружина — Козьменко Ольга Володимирівна [Архівовано 11 Листопада 2013 у Wayback Machine.], 1962 року народження, доктор економічних наук, професор ДВНЗ «Українська академія банківської справи Національного банку України».
Виховує трьох дітей.